# Ghriss (distrito)
Ghriss é um distrito localizado na província de Mascara, Argélia, e cuja capital é a cidade de mesmo nome. A população total do distrito era de 58 949 habitantes, em 2008.[carece de fontes?]

## Comunas
O distrito é composto por cinco comunas:
- Ghriss
- Makdha
- Matemore
- Sidi Boussaid
- Maoussa